# Пословник
Пословник је општи правни акт којим парламентарни домови, влада и други колегијални државни органи прописују своју унутрашњу организацију и поступак. Такође, пословнике доносе и разне друштвене организације за колегијалне органе предвиђене њиховим статутима.
У Србији, организација, надлежности и поступак Народне скупштине регулисани су Уставом Републике Србије, Законом о Народној скупштини и Пословником Народне скупштине. Раније, у периоду Краљевине Србије и Краљевине Југославије, скупштински пословници доносили су се у форми закона о пословном реду. И рад и организација Владе Републике Србије такође је регулисана уставно, законски и пословнички.